# Frontera entre China e India
La frontera entre China e India es el lindero internacional que separa los territorios de la República Popular China de aquellos de la República de India.

## Características

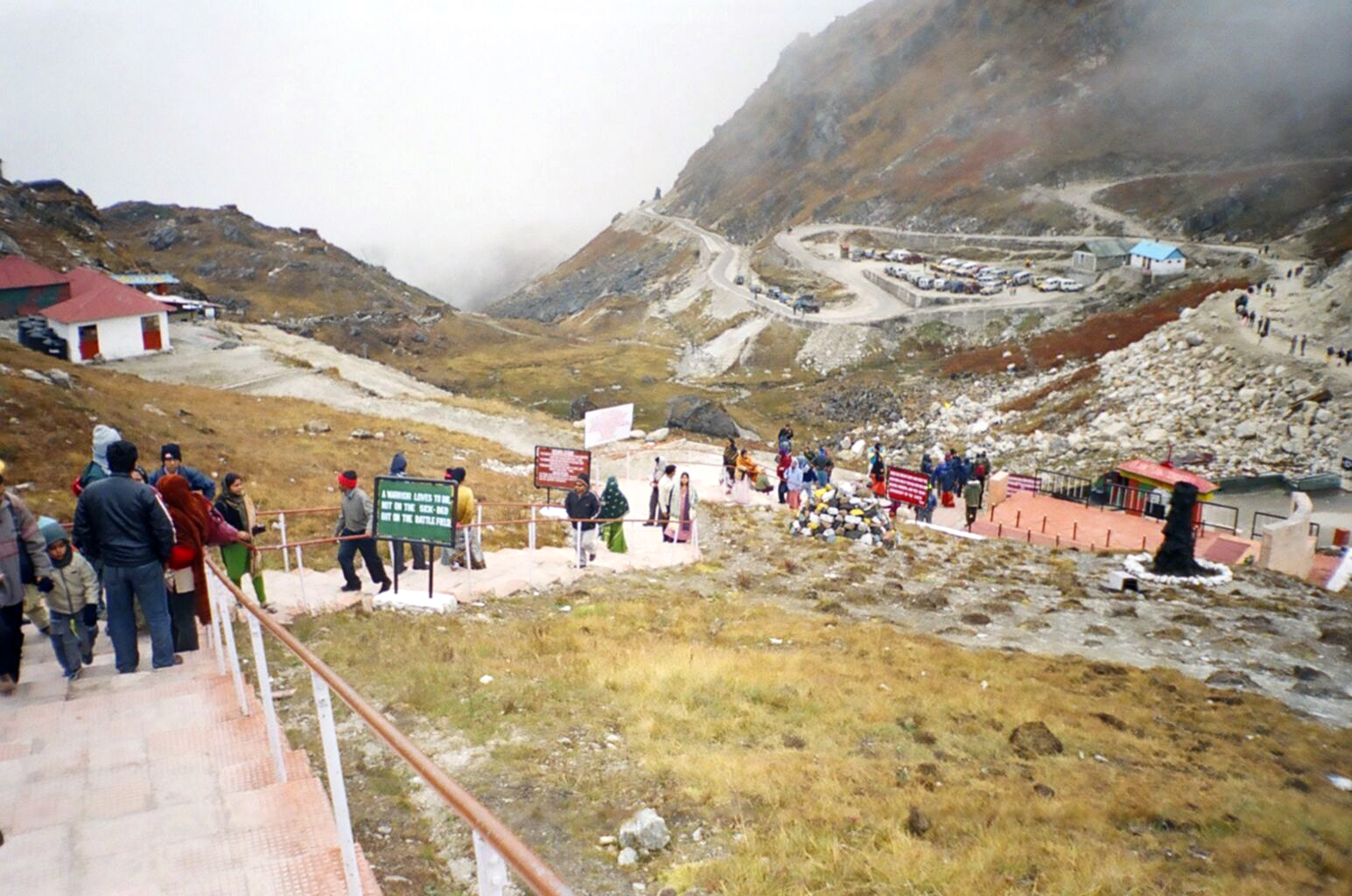
Paso fronterizo de Nathu La, un destino turístico en una parte de la frontera poco atravesada.

La frontera entre ambos países mide 3 380 km. Está compuesta de tres trozos diferentes, separados por Nepal y Bután.
Al oeste de Nepal, el trazado de la frontera está definido por las cumbres del Himalaya. Es disputada en varios lugares, especialmente en el norte de la región de Aksai Chin, administrada por China pero reivindicada por la India. En este punto, la frontera corresponde efectivamente a la verdadera línea actual de control entre las dos naciones. Aún más al norte, India controla el glaciar de Siachen, reivindicado por Pakistán, zona fronteriza del Valle de Shaksgam, ocupado por China pero reivindicado por la India.
Entre Nepal y Bután, la India y la China poseen nuevamente una pequeña frontera común, como consecuencia de la anexión a la India del antiguo reino de Sikkim, convertido en estado federado en 1975.
Al este de Bután, ambos países tienen frontera hasta Birmania. El trazado de esta frontera es allí disputado, pues la China no reconoce la soberanía de la India sobre el estado de Arunachal Pradesh.

## Regiones fronterizas
- China :
  - Sinkiang
  - Región autónoma del Tíbet
- India :

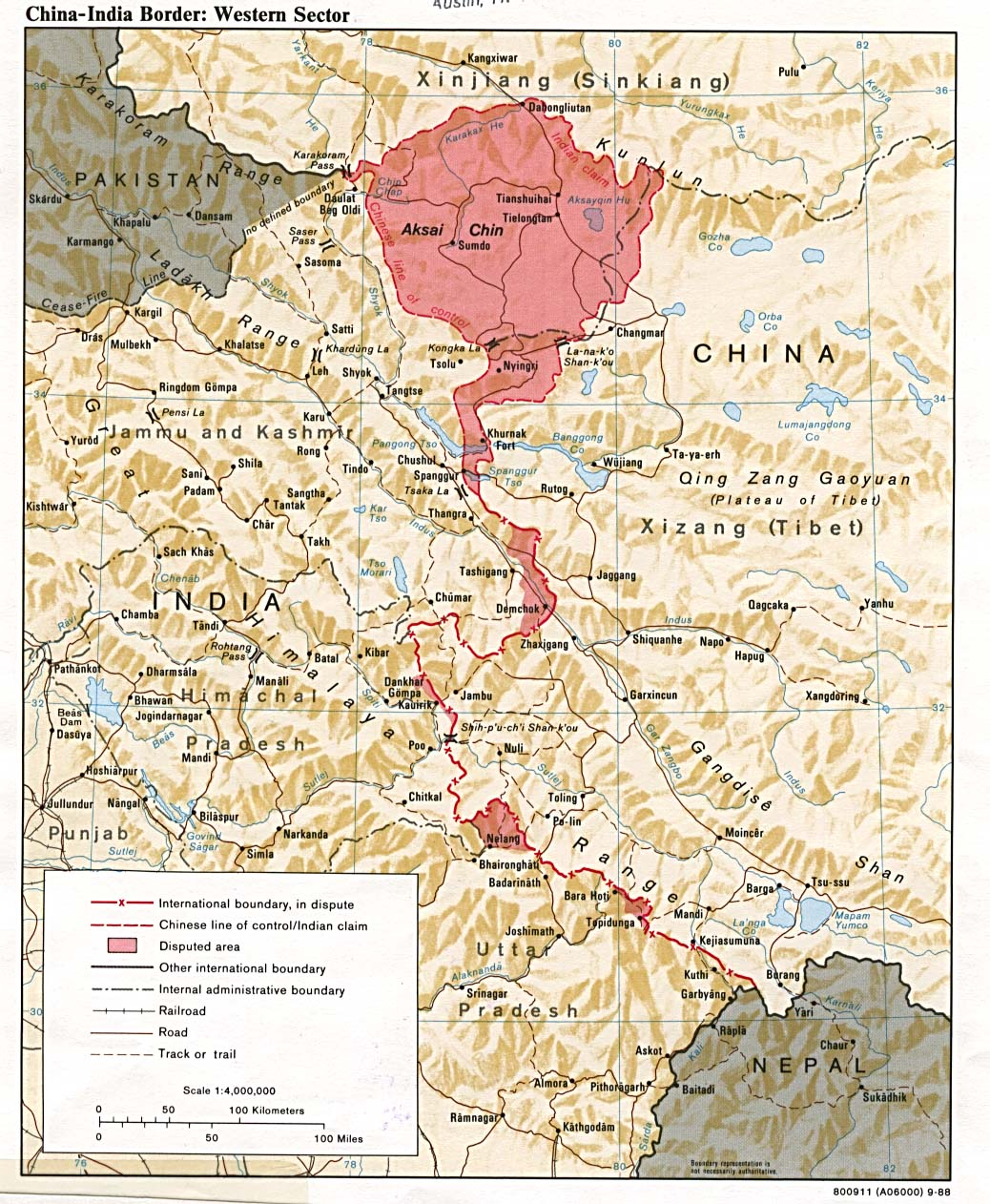
Parte occidental de la frontera en el año 1988.

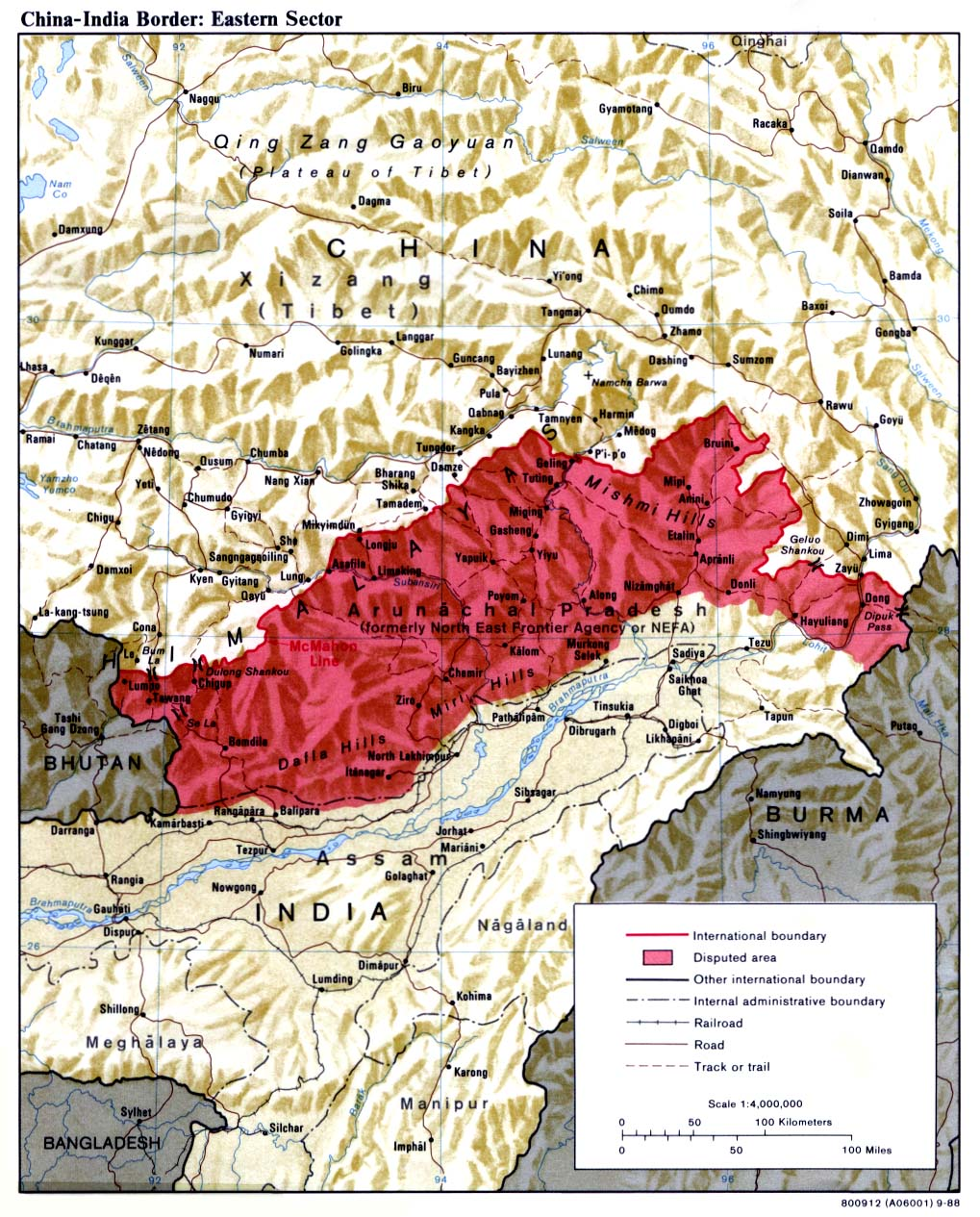
Parte oriental de la frontera en el año 1988.

  - Occidente: Himachal Pradesh, Jammu y Cachemira y Uttarakhand
  - Centro : Sikkim
  - Oriente : Arunachal Pradesh

## Pueblos fronterizos
India/China
- Kaurik/Tsurup Sumgyi
- Demchok, Ladakh/Demchok, Ngari
- Demchok, Ladakh/Dhumtsele, Tibet
- Tashigang/Tholing
- Khab/Tholing
- Chumar/Tholing
- Mana/Tholing